# Filialkirche Außerkasten

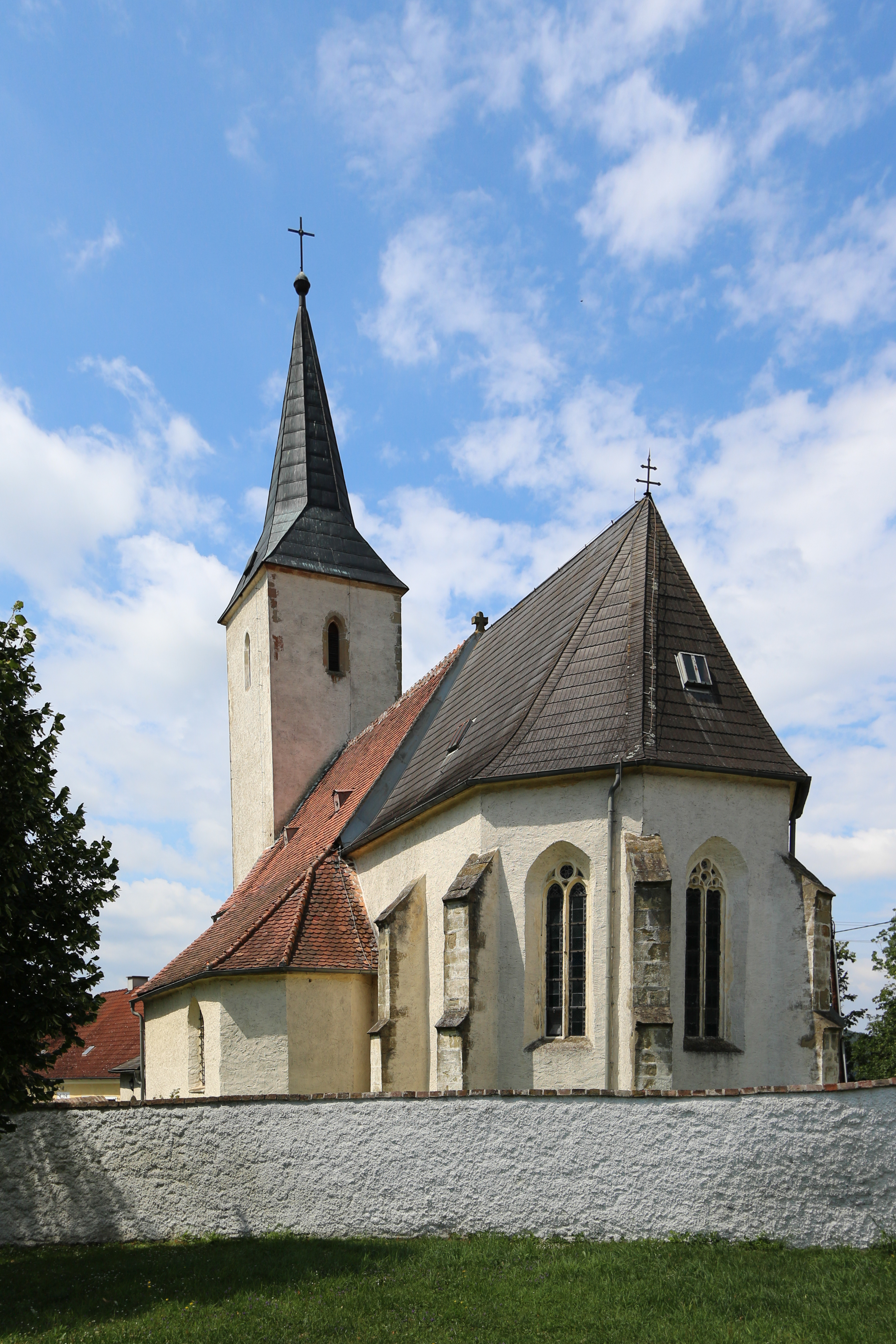
Katholische Filialkirche hll. Peter und Paul in Außerkasten

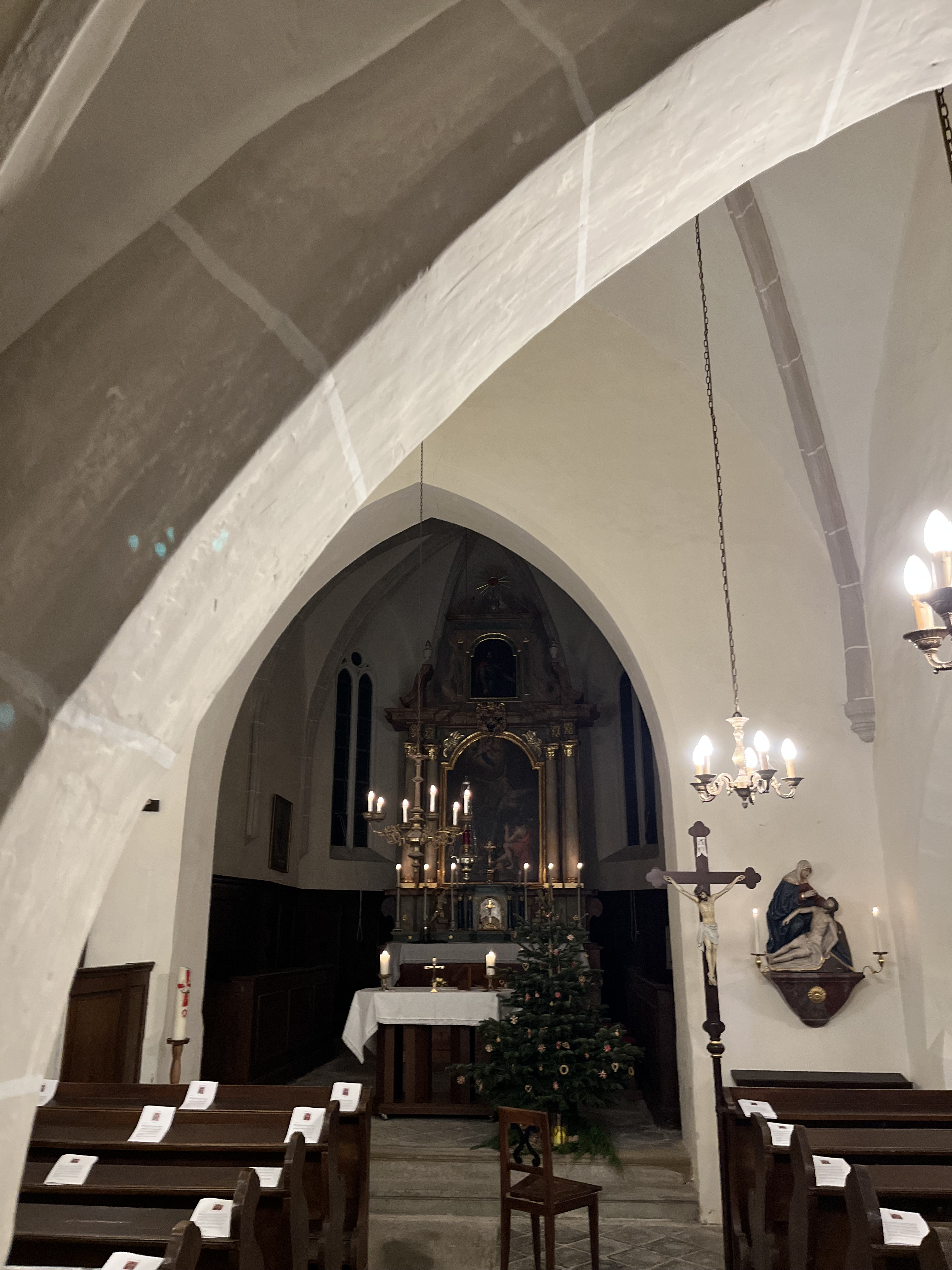
Das innere der Kapelle St. Peter am Anger

Die römisch-katholische Filialkirche Außerkasten (ursprünglich St. Peter am Anger) steht gemeinsam mit dem Angerhof Nr. 6 auf einem Hügelrücken östlich des Dorfes Außerkasten in der Marktgemeinde Böheimkirchen im Bezirk St. Pölten-Land in Niederösterreich. Die dem Patrozinium der Heiligen Peter und Paul unterstellte Filialkirche gehört zum Dekanat Neulengbach in der Diözese St. Pölten. Die Kirche und der ehemalige Friedhof stehen unter Denkmalschutz (Listeneintrag).

## Geschichte
Urkundlich 1248 genannt, wurde die Kirche 1347 zur Kaplanei erhoben.

## Architektur
Der kleine spätgotisch veränderte Wehrbau stammt aus dem 14. Jahrhundert und ist auf allen Seiten von einer Mauer umgeben, die den ursprünglichen Friedhof miteinschließt.

## Ausstattung
Der Hochaltar ist ein Säulenretabel aus dem frühen 18. Jahrhundert, er zeigt das Altarblatt Kreuzigung des hl. Petrus 1706 und das Aufsatzbild hl. Paulus mit dem Wappen der Herren von Sinzendorf. Der Seitenaltar als barockes Nischenretabel trägt die Statue Pietà.
Die gemauerte Kanzel ist spätgotisch.